# Rufino Jiao Santos
Rufino Jiao Santos (Guagua, 26 de agosto de 1908 - Manila, 3 de setembro de 1973) foi o 29º arcebispo de Manila e o primeiro filipino a ser elevado ao cardinalato.

## Biografia
Nascido no Barangay Santo Niño, Rufino era o quarto dos sete filhos de Gaudencio Santos, um fiscal agrícola, e Rosalia Jiao. Apelidado de "Pinong", ele morava próximo à atual Paróquia da Imaculada Conceição, onde começou a auxiliar os padres como coroinha. Mais tarde, passou a integrar o coral da Escola Paroquial da Catedral de Manila e teve como mestre o pároco José Tahon, que o encorajou a seguir sua vocação sacerdotal.
Ingressou no Seminário de São Carlos, em Manila, em 25 de julho de 1921. Em 1927, ele e seu colega de seminário, Leopoldo Arcaira, foram os primeiros alunos a receber bolsas de estudos para cursar a Pontifícia Universidade Gregoriana de Roma, onde Rufino obteve o bacharelado em Direito Canônico (1929) e o doutorado em Teologia (1931). Para que pudesse ser ordenado antes da idade canônica de 24 anos, Rufino foi beneficiado por uma dispensa papal. Assim, em 25 de outubro de 1931, dois meses após seu aniversário de 23 anos, ele foi ordenado sacerdote na Basílica de São João de Latrão, em Roma. Retornando a Manila em 1932, Rufino serviu como pároco assistente em Imus, Cavite, e como pároco em Marilao, Bulacão.